# دوازدهه

دستگاه گوارش انسان

دوازدهه در رودهٔ کوچک.

دَوازدَهه یا اِثناعَشَر یا دئودنوم (به انگلیسی: duodenum) در کالبدشناسی دستگاه گوارش، لوله‌ای توخالی و شبیه به یک لوله خمیده است که معده را به تهی‌روده متصل میکند. دوازدهه نخستین و کوتاه‌ترین قسمت از روده باریک است.
در ابتدای دوازدهه، حباب دوازدهه‌ای و در انتهای آن رباط ترایتز قرار دارد.

## علت نام‌گذاری
نام دوازدهه ترجمه واژه یونانی است که توسط پزشک یونانی هروفیلوس نامیده شده، زیرا طول آن در حدود دوازده انگشت است. سپس این واژه توسط ابوعلی سینا دانشمند ایرانی در کتاب قانون به صورت اثنی‌عشر (به عربی به معنای دوازده ) به کار رفته و از آنجا به زبان لاتین راه یافته‌است.
در انسان، طول اثنی عشر حدود ۲۵ سانتی‌متر (۱۵–۱۰ اینچ) است که با حباب دوازدهه شروع می‌شود و به عضله تعلیقی اثنی عشر ختم می‌شود. می‌توان آن را به چهار قسمت تقسیم کرد.

## کارکرد
کارکرد دوازدهه، بیشتر، تجزیه مواد خوراکی در روده ی کوچک است. آنزیم‌ها و بیکربنات سدیم از پانکراس و نمکهای صفراوی از کیسه صفرا ترشح می‌شوند و به این ناحیه می‌ریزند.

## نگارخانه

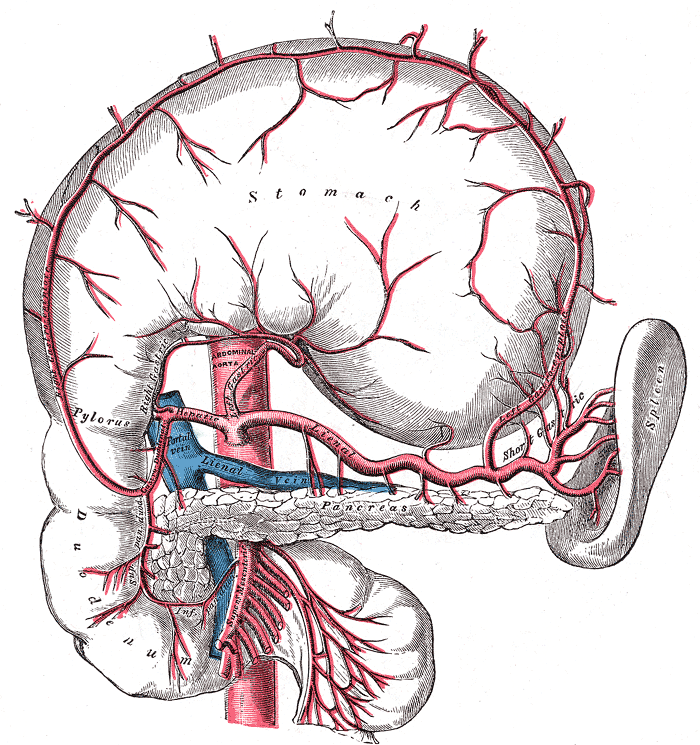
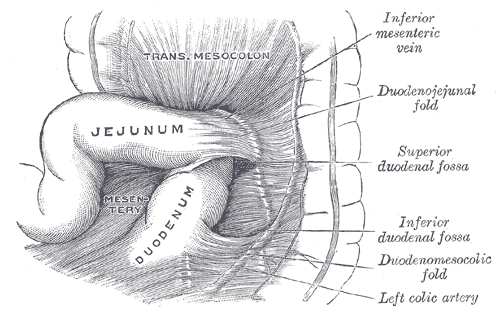
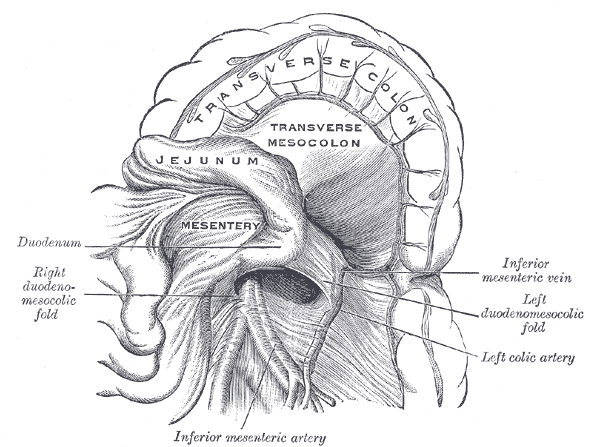
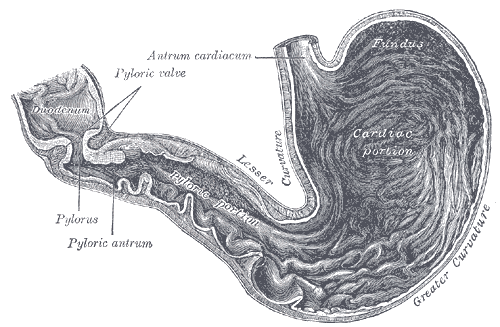
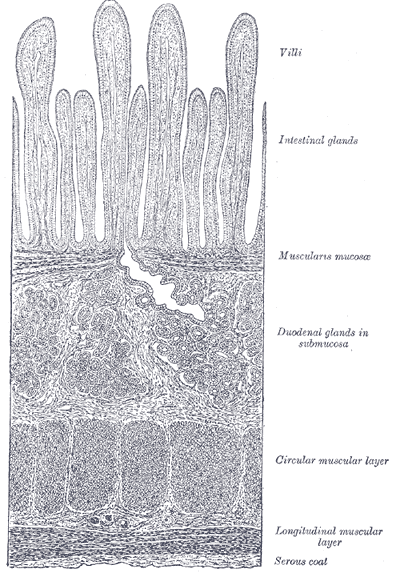
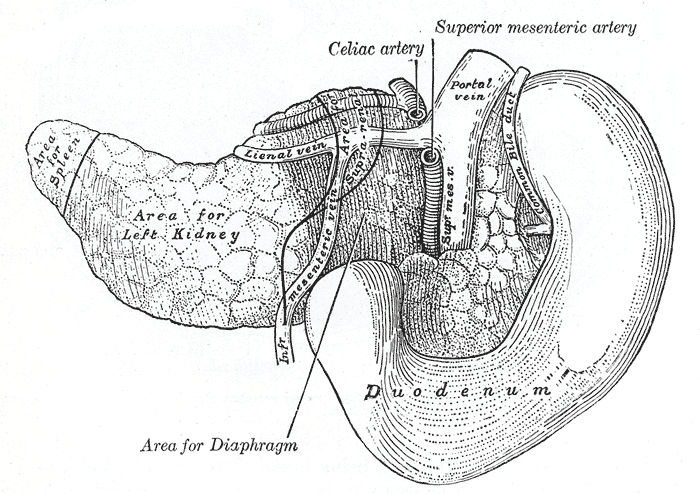
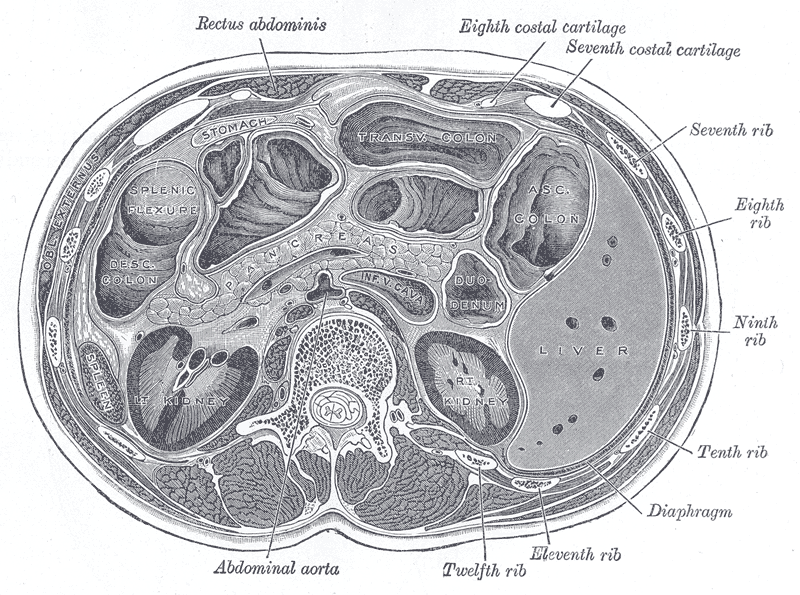
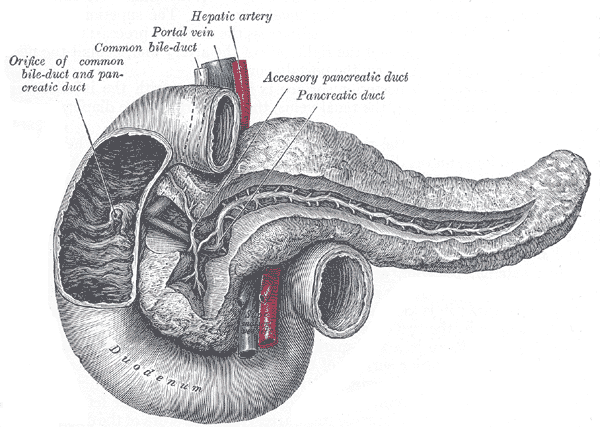
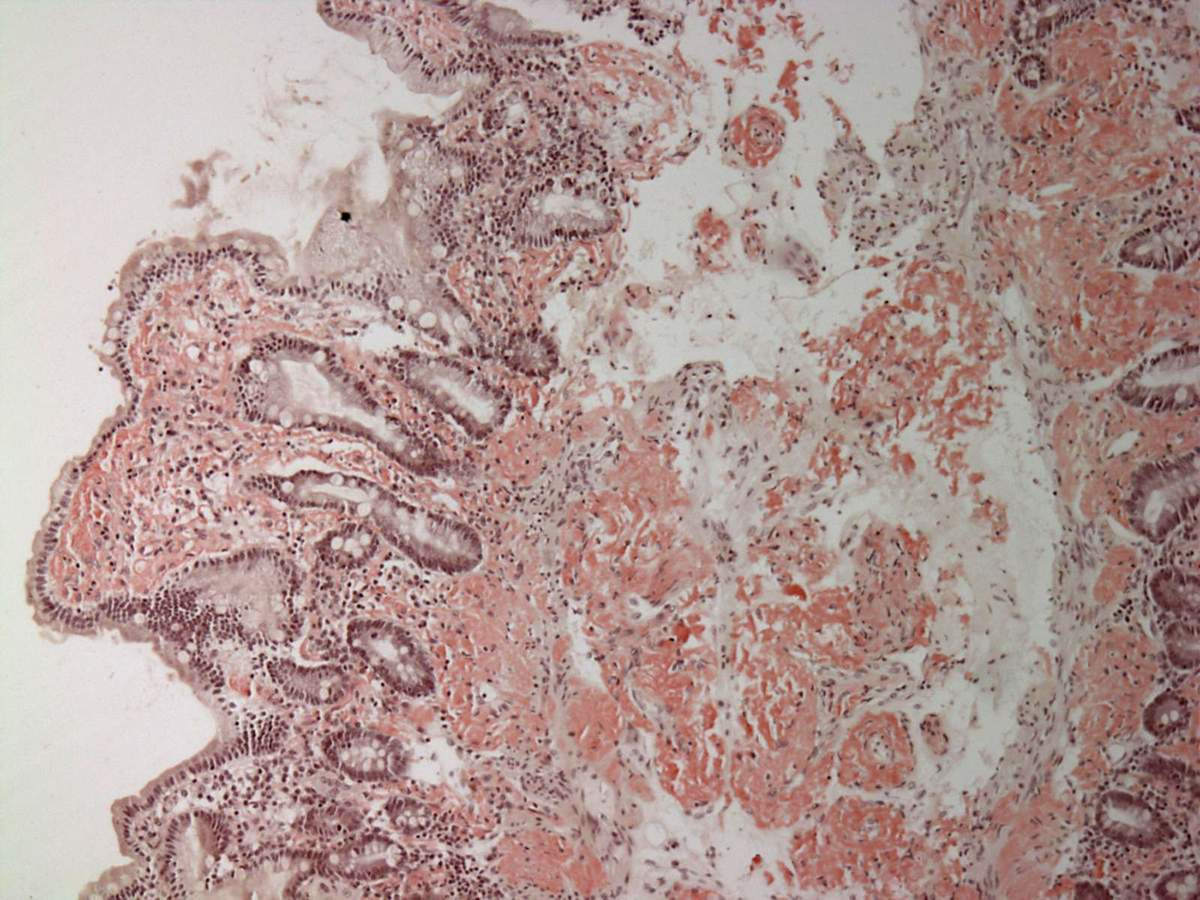
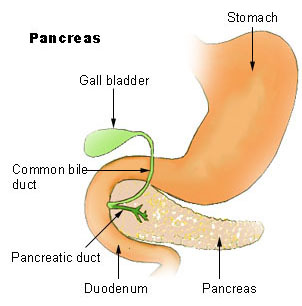
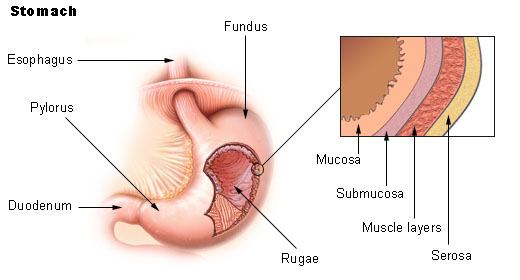
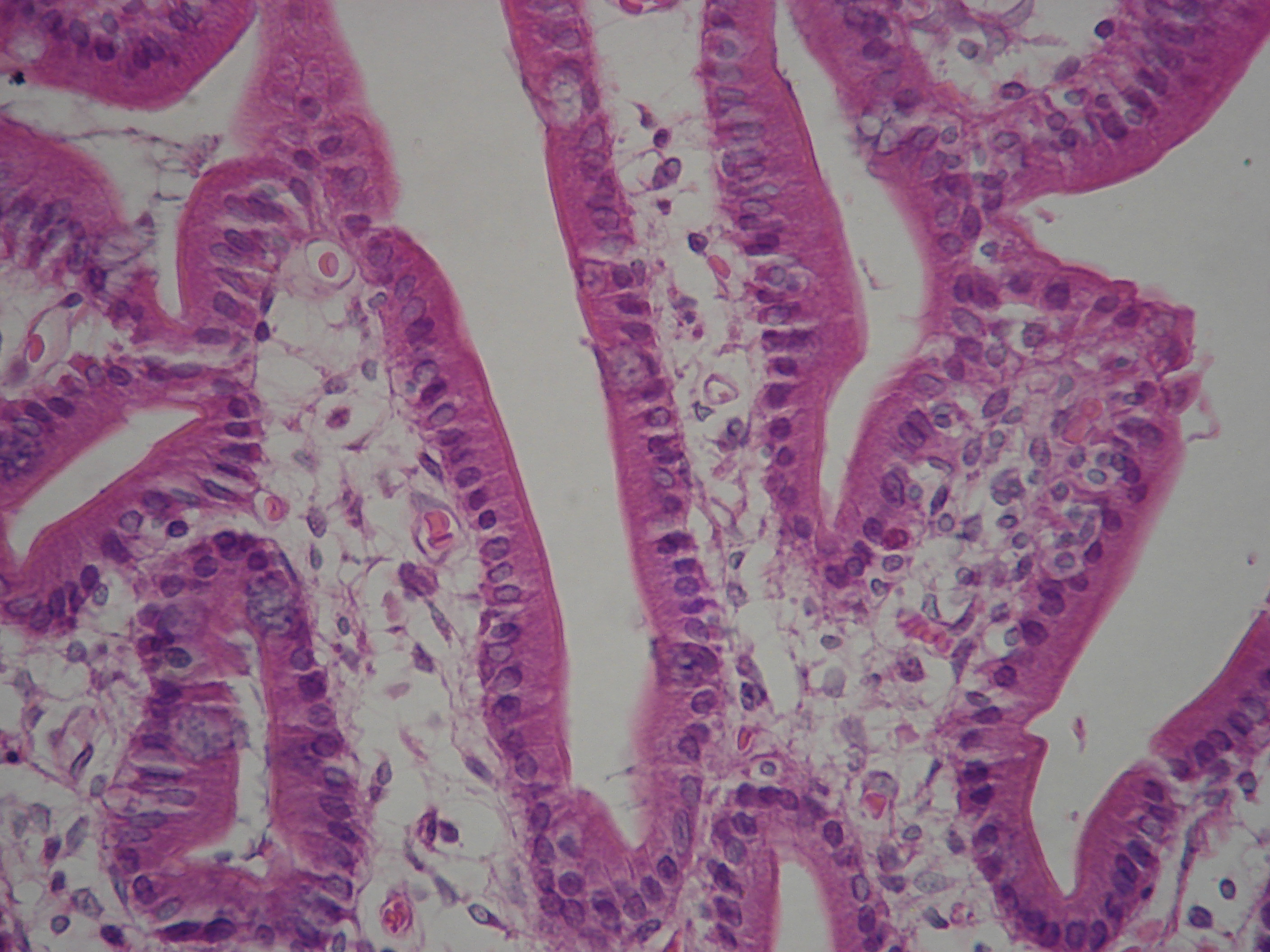
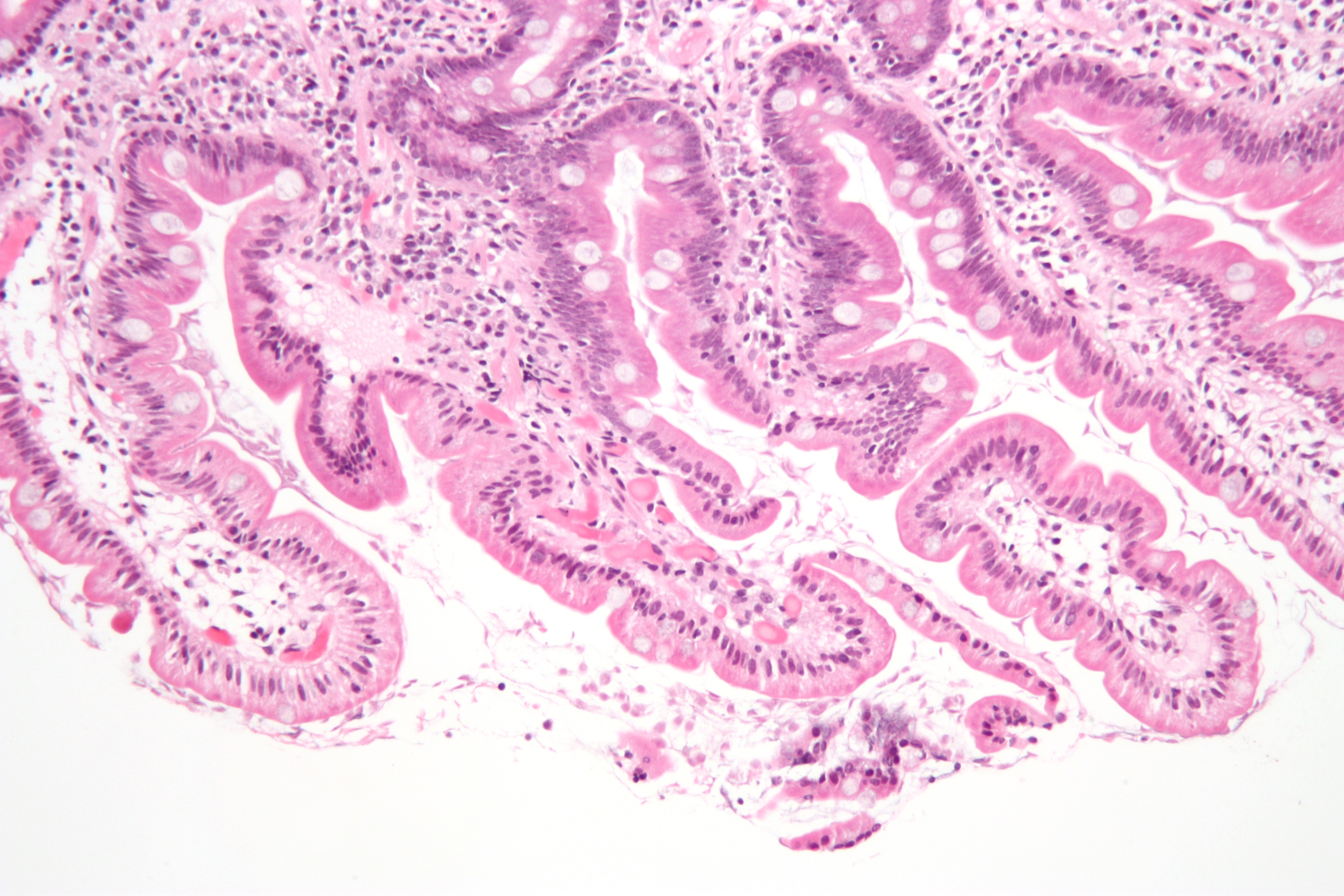
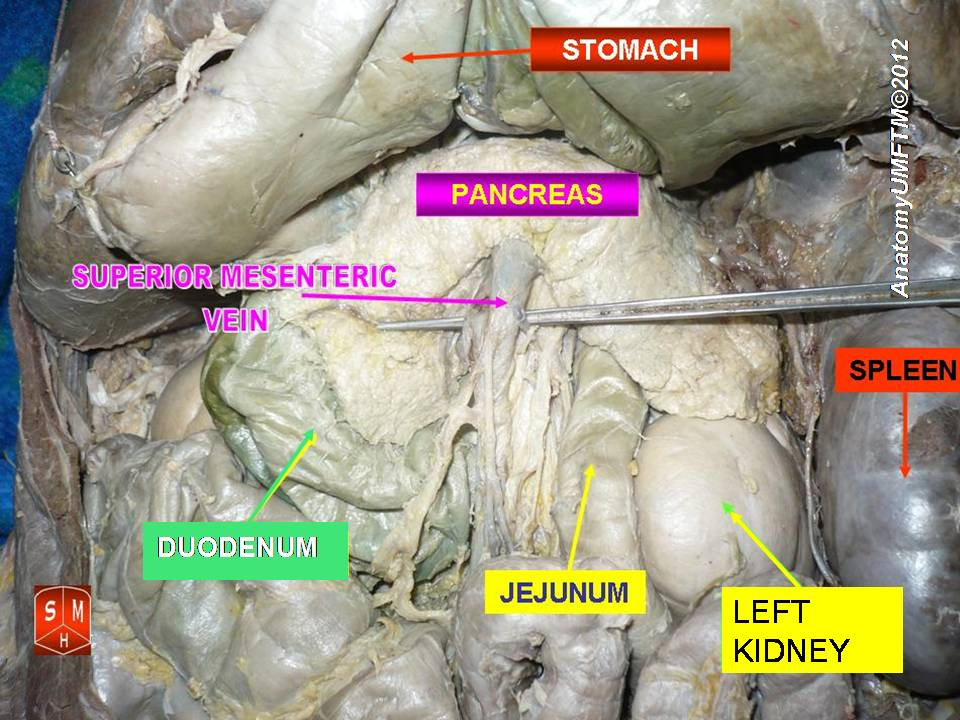
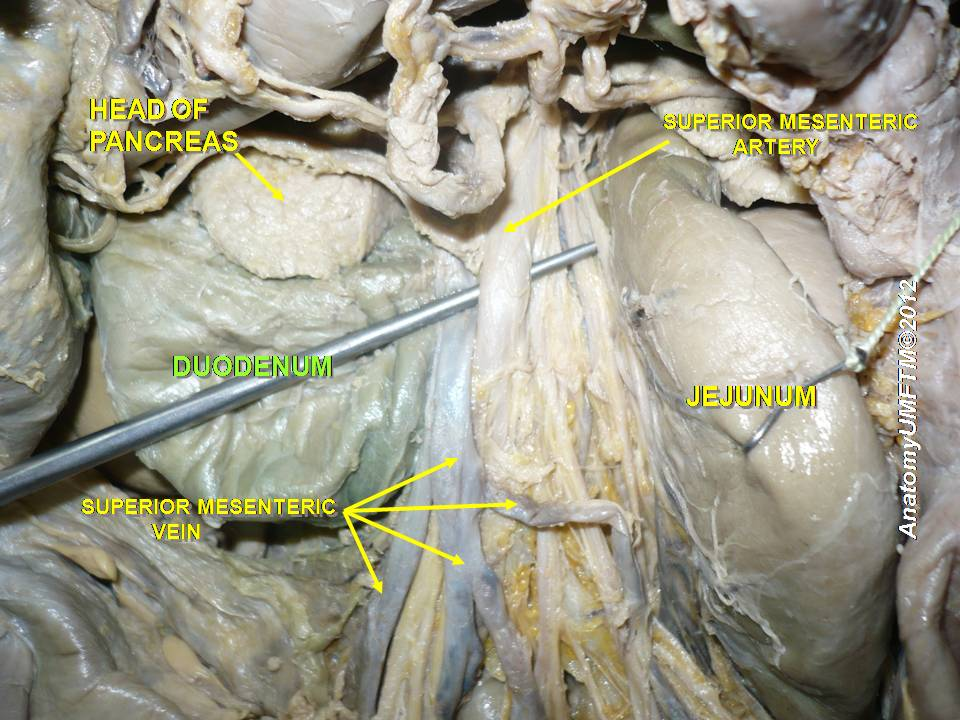
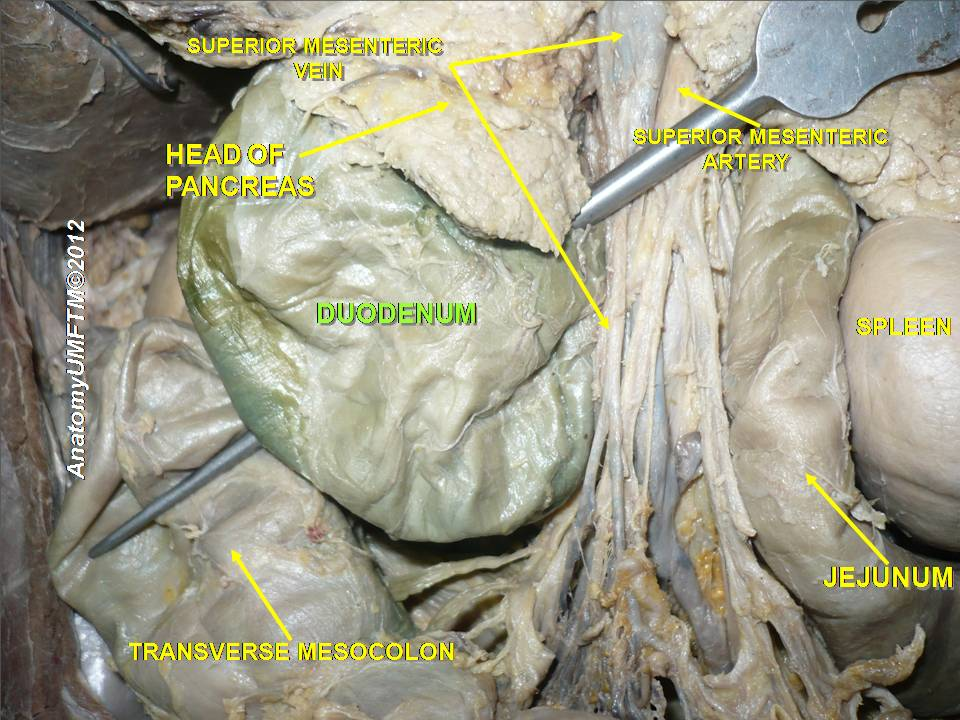

## جستار های وابسته
- تهی روده (ژژنوم)
- ایلئوم
- روده باریک